# Beast (Marvel)
Beast (urodzony jako Henry McCoy; pl. Bestia, znany również pod pseudonimami: Kreature, Mutate #666 i Requiem) – fikcyjna postać (superbohater), znany z rozmaitych cykli komiksowych publikowanych przez Marvel Comics. Twórcami postaci są scenarzysta Stan Lee i scenarzysta/rysownik Jack Kirby. Mutant, jeden z rdzennych członków grupy X-Men.

## Zdolności
Beast w swojej pokrytej futrem postaci ma niepospolicie wielkie stopy i dłonie z palcami, które zakończone są imponująco długimi szponami. Ma również nadludzką siłę, zręczność i wytrzymałość oraz szybkość. Jako mutant posiada szereg umiejętności do których należą też silnie wyostrzone zmysły, możliwość lepszego widzenia w półmroku w sposób podobny do kotów, oraz niewielkie umiejętności samoleczenia.
Posiada również świetnie wyuczoną walkę wręcz oraz posługuje się swoimi zdolnościami akrobatycznymi. Jest znawcą branży genetyki i biochemii oraz posiada obszerną wiedzę naukową.